# تپه و قلعه سلطانعلی
تپه و قلعه سلطانعلی در شهرستان گنبد کاووس، بخش مرکزی، روستای سلطانعلی واقع شده و این اثر در تاریخ ۱۰ خرداد ۱۳۸۲ با شمارهٔ ثبت ۸۸۵۱ به‌عنوان یکی از آثار ملی ایران به ثبت رسیده است.